# Simon Killer
Pour plus de détails, voir Fiche technique et Distribution.
Simon Killer est un film dramatique américano-français écrit et réalisé par Antonio Campos, sorti en 2013.

## Synopsis
À Paris, la rencontre amoureuse et fatale de Simon (Brady Corbet), un jeune étudiant américain, et de Victoria (Mati Diop), une prostituée roumaine...

## Fiche technique
- Titre original : Simon Killer
- Titre français : Simon Killer
- Titre québécois :
- Réalisation : Antonio Campos
- Scénario : Antonio Campos
- Direction artistique : Nicolas de Boiscuillé
- Décors :
- Costumes :
- Photographie : Joe Anderson
- Son : Coll Anderson
- Montage : Zachary Stuart-Pontier, Antonio Campos et Babak Jalali
- Musique : Daniel Bensi et Saunder Jurriaans
- Production : Sean Durkin, Josh Mond et Matt Palmieri
- Société(s) de production : Borderline Films et FilmHaven Entertainment
- Société(s) de distribution :  : IFC Films
- Budget :
- Pays d’origine :  États-Unis/ France
- Langue : anglais/français
- Format : couleur - 35mm - 2.35:1 -  Son Dolby numérique
- Genre cinématographique : drame
- Durée : 105 minutes
- Date de sortie : 
  -  États-Unis : 20 janvier 2012 (Festival du film de Sundance)
  -  Royaume-Uni : 12 avril 2013

## Distribution
- Brady Corbet : Simon
- Mati Diop : Victoria
- Constance Rousseau : Marianne
- Alexandra Neil
- Michaël Abiteboul : Jean
- Nicolas Ronchi : Carlo
- Lila Salet : Sophie
- Solo : René

## Distinctions

### Nominations
- 1 nomination[Quoi ?]
- Simon Killer est en avril 2013 dans la sélection officielle du Festival international du cinéma indépendant Off Plus Camera de Cracovie.